# 姜永宁

姜永宁

姜永宁（1927年—1968年5月16日），广东番禺人，香港归侨，中国男子乒乓球运动员，与同样为香港归侨的傅其芳和容国团并称为中国乒坛“三英”。

## 生平
姜永宁属直拍两面削球打法，1952年获得香港冠军，同年应邀代表广东省参加中国全国乒乓球冠军赛，获得冠军。此后定居中国，并与1952年全国女子冠军孙梅英结婚。
1960年代初，姜永宁退役，其后出任中国女子乒乓球队教练。文化大革命开始后被迫害，1968年5月16日晨自缢于先农坛体育场。